# More (film)
More je německo-francouzsko-lucemburské filmové drama režiséra Barbeta Schroedera z roku 1969. Hlavní role ve filmu hrají Mimsy Farmer a Klaus Grünberg. Jde o příběh mladého německého studenta, který právě skončil studium a chystá se prožít dobrodružství. V Paříži potká americkou dívku, která s ním jede na španělský ostrov Ibiza.
K filmu vyšel i soundtrack nazvaný Soundtrack from the Film More, který nahrála britská rocková skupina Pink Floyd.